# Choptank River
Choptank (ang. Choptank River) – rzeka na półwyspie Delmarva w amerykańskich stanach Delaware i Maryland. Uchodzi do zatoki Chesapeake.